# إمباستو

طبيعة صامتة: مزهرية مع الورود الوردية وتمثل لوحة زيتية لفان جوخ في عام 1890 والتي تستخدم تقنية إمباستو على نطاق واسع.

إمباستو هو أسلوب يستخدم في الرسم، حيث يتم وضع الطلاء على مساحة من السطح بطبقات سميكة جدًا، عادةً سميكة بما فيه الكفاية، بحيث تكون (ضربات الفرشاة) أو (سكين الرسم) بارزة ومرئية.يمكن أيضًا خلط الطلاء مباشرة على القماش. عندما يجف، يوفر إمباستو أو ما يعرف بـ (الطلاء السميك) الملمس؛ بحيث يبدو أن الطلاء يخرج من القماش.

## الأصل
كلمة {إمباستو} هي كلمة إيطالية الأصل؛ حيث تعني «العجين» أو «الخليط»، المتعلقة بالفعل (إمباستاري)، الذي يعني (الدلك أو اللصق).استخدام الإيطالي من إمباستو (الخليط) كلًّا من اللوحة و (تقنية بوتينغ). وفقًا لقاموس كلية العالم الجديد في ويبستر، فإن الاسم الجذري لإمباستو هو«المعكرونة»، التي معناها الأساسي باللغة الإيطالية هو (لصق).

## الوسائل
يعد الطلاء الزيتي هو الوسيلة التقليدية لطلاء إمباستو، بسبب الاتساق الكثيف ووقت التجفيف البطيء. ويمكن أيضاً أن تستخدم طلاء الاكريليك لامباستو عن طريق إضافة المواد الهلامية لاكريليك الجسم الثقيلة.
عمومًا لا ينظر تأثير القيام به في الألوان المائية أو درجة الحرارة دون إضافة وكيل سماكة بسبب الركاكة الكامنة في هذه الوسائط. يمكن للفنان الذي يعمل في الباستيل أن ينتج تاثيرًا محدودًا عن طريق الضغط على الباستيل الناعم بقوة على الورق.

## المقاصد
تخدم تقنية إمباستو عدة أغراض. أولا، يجعل الضوء ينعكس بطريقة معينة، مما يمنح الفنان تحكّمًا إضافيًا في مسرحية الضوء في اللوحة. ثانيا، يمكن أن تضيف تعبيرا إلى اللوحة، مع الطلاء. ثالثا، يمكّن إمباستو دفع قطعة من اللوحة إلى تقديم النحت ثلاثي الأبعاد.
الهدف الأول كان يسعى في الأصل من قِبل سادة، مثل: (رامبرانت، تيتسيانو، وفيرمير)، لتمثيل طيات في الملابس أو المجوهرات، ثم كان جنبا إلى جنب مع نمط اللوحة أكثر حساسية. بعد ذلك بكثير،
ابتكر الفرنسيون (الانطباعيون) قطعا تغطي لوحات كاملة ذات قوام غني. (فنسنت ڨان جوخ) استخدمه بشكل متكرر للجماليات والتعبير.
{التعبيريون التجريديون}، مثل (هانز هوفمان وويليم دي كوننغ)استخدموا أيضاً على نطاق واسع، بدافع جزئي من الرغبة في إنشاء لوحات تسجل بشكل كبير عمل الرسم نفسه.
(فرانك أورباخ) استخدم مثل هذا الإمباستو الثقيل، فبعض لوحاته أصبحت تقرب من نموذج ثلاثي الأبعاد.
تقنية إمباستو تعطي الملمس إلى اللوحة، وهذا يعني أنه يمكن أن يتعارض الملمس مع أنماط طلاء أكثر تسطّحًا، على نحو سلس، أو أنماط اللوحة المخلوطة.